# Ярчів (гміна)
Гміна Ярчів (пол. Gmina Jarczów) — сільська гміна у східній Польщі. Належить до Томашівського повіту Люблінського воєводства.
Станом на 31 грудня 2011 у гміні проживало 3650 осіб.

## Площа
Згідно з даними за 2007 рік площа гміни становила 107.50 км², у тому числі:
- орні землі: 80.00%
- ліси: 14.00%

Таким чином, площа гміни становить 7.23% площі повіту.

## Населення
Станом на 31 грудня 2011:
| Опис     | Загалом | Загалом | Чоловіки | Чоловіки | Жінки | Жінки |
| -------- | ------- | ------- | -------- | -------- | ----- | ----- |
| одиниця  | осіб    | %       | осіб     | %        | осіб  | %     |
| все      | 3650    | 100     | 1809     | 49.56    | 1841  | 50.44 |
| міське   | 0       | 100     | 0        |          | 0     |       |
| сільське | 3650    | 100     | 1809     | 49.56    | 1841  | 50.44 |

## Населені пункти
Гміна складається з 22 сіл, 19 становить повноцінну адміністративну одиницю - солтиство:
- Ярчів — (Jarczów);
- Грудек — (Gródek);
- Грудек-Колонія — (Gródek-Kolonia);
- Ходиванці — (Chodywańce);
- Ярчів-Колонія Друга — (Jarczów-Kolonia Druga);
- Ярчів-Колонія Перша — (Jarczów-Kolonia Pierwsza);
- Юрів — (Jurów);
- Коргинє — (Korhynie)
- Любче — (Łubcze);
- Недежув — (Nedeżów);
- Новий Приорськ — (Nowy Przeorsk);
- Плебанка — (Plebanka);
- Превлока — (Przewłoka);
- Совінець — (Sowiniec);
- Шлятин — (Szlatyn);
- Верщиця — (Wierszczyca)
- Воля Грудецька — (Wola Gródecka);
- Воля Грудецька-Колонія — (Wola Gródecka-Kolonia);
- Завади — (Zawady);

Інші поселення (безстатусу солтиства):
- Лелішка — (Leliszka);
- Буковець — (Bukowiec);
- Помяри — (Pomiary);

## Сусідні гміни
Гміна Ярчів межує з такими гмінами: Лащув, Любича-Королівська, Рахане, Томашів, Ульгувек.